# Plans Within Plans
Plans Within Plans è il nono album in studio del gruppo musicale pop punk statunitense MxPx, pubblicato nel 2012. 

## Tracce
1. Aces Up – 2:27
2. Screw Loose – 1:07
3. Nothing Left – 2:50
4. The Times – 2:55
5. In the Past – 2:29
6. Best of Times – 3:27
7. Stay On Your Feet – 3:11
8. Lucky Guy – 2:46
9. Far Away – 3:04
10. Cast Down My Heart – 2:11
11. When It Comes to You – 3:19
12. Inside Out – 2:52
13. Nothing's Gonna Change – 2:40

## Formazione
- Mike Herrera - voce e basso
- Tom Wisniewski - chitarra, cori
- Yuri Ruley - batteria